# Aleksandr Krupskiy
Aleksandr Krupskiy (en russe : Александр Константинович Крупский ; en français : Aleksandr Konstantinovitch Kroupski), né le 4 janvier 1960 à Irkoutsk (Union soviétique) est un athlète russe ayant représenté l'Union soviétique dans l'épreuve du saut à la perche.
Il s'impose lors des Championnats d'Europe de 1982 avec une barre à 5,60 m, devant son compatriote Vladimir Polyakov et le Bulgare Atanas Tarev. Le Soviétique remporte par ailleurs trois médailles lors des Championnats d'Europe en salle : l'argent en 1981 et 1985 et le bronze en 1984.
Son record personnel est de 5,82 m, établi le 20 août 1984 à Budapest.

## Palmarès
| Date | Compétition                    | Lieu     | Place | Marque |
| ---- | ------------------------------ | -------- | ----- | ------ |
| 1981 | Championnats d'Europe en salle | Grenoble | 2e    |        |
| 1982 | Championnats d'Europe en salle | Milan    | 4e    |        |
| 1982 | Championnats d'Europe          | Athènes  | 1er   | 5,60 m |
| 1984 | Championnats d'Europe en salle | Göteborg | 3e    |        |
| 1984 | Friendship Games               | Moscou   | 3e    | 5,70 m |
| 1985 | Championnats d'Europe en salle | Athènes  | 2e    |        |